# 13. јануар
13. јануар је тринаести дан у години у Грегоријанском календару. 352 дана (353 у преступним годинама) остаје у години после овог дана.

## Догађаји
- 532 — У Константинопољу је избио устанак Ника против цара Јустинијана.
- 1559 — Енглеска краљица Елизабета I крунисана је у Вестминстерској опатији.
- 1797 — Француски револуционарни ратови: Поморска битка између француског брода и две британске фрегате на обали Бретање завршена је насукавањем француског брода, што је резултирало са преко 900 смртних случајева.
- 1815 — Рат 1812: Британске трупе заузеле тврђаву Петер у месту Ст. Марис, Џорџија, једина ратна битка која се одиграла у тој држави.
- 1842 — Приликом повлачења из авганистанског града Кабула, британске трупе од 9000 војника масакриране су у Кибер Пасу.
- 1844 — Његош је стигао у Дубровник да би посредством руског вицеконзула Јеремије Гагића покушао с тамошњим бродоградитељима да уговори градњу пет бродова топовњача, којима је планирао да поврати Лесендро и Врањину.
- 1847 — Потписан је мир из Кауенге, чиме су незванично окончане борбе у Калифорнији током Америчко-мексичког рата.
- 1852 — Велика народна скупштина на  Цетињу оснажила је Његошев тестамент и потврдила за новог господара Црне Горе Данила I Петровића, који је озаконио одвајање световне од црквене власти, карактеристично за време краткотрајне владавине Шћепана Малог. Данилово кнежевина признала је Русија и прећутно Аустрија.
- 1853 — У току првог похода Омер-паше Латаса на  Црну Гору војвода Мирко Петровић и Новица Церовић с групом црногорских ратника утврдили су се у Острошком манастиру да би спречили турски удар на Горњи манастир и сачували мошти  Светог Василија. У Горњем манастиру издржавали су опсаду девет дана када су им у помоћ стигли борци под вођством Пера Томова, брата Његошевог и сердара Мила Мартиновића из Белопавлића, с којима су успели да се пребаце преко реке Зете и пренесу свечеве мошти на Цетиње одакле су поново враћене под Острог на Мила Мартиновића исте године.
- 1854 — После британско-кинеског рата, који је Европљанима омогућио продор на Далеки исток, амерички и руски бродови су упловили у луку Урага код Еда садашњи (Токио), где је потписан уговор са Јапанским шогуном Токугава Ијесада, којим је Јапан отворио врата америчкој трговини где су отворене неке јапанске луке за трговину са њима. У последње четири године потписивањем сличних уговора са Русијом, Великом Британијом, Холандијом и другим земљама Јапан је стављен у полуколонијални положај али је и прекинуо политику изолованости и почео да се укључује у међународне односе. Као одговор на инвазију странаца побунили су се сви слојеви друштва, уз чију помоћ је цар 1867. збацио шогуна и пренео престоницу из Кјота у Едо. Затим је царским реформама окончан феудални поредак и почела брза индустријализација Јапана.
- 1898 — Француски писац Емил Зола је под насловом „Оптужујем“ објавио у листу „Л'Орор“ отворено писмо председнику Републике у којем је указао на махинације највиших војних кругова и затражио ослобађање капетана Алфреда Драјфуса, који је на процесу 1894. осуђен на доживотну робију због наводног одавања војних тајни Немачкој. Драјфус је на обновљеном процесу ослобођен оптужби и 1906. рехабилитован, враћен у војску и унапређен у чин мајора.
- 1910 — Емитован је први радио-пренос опере уживо из њујоршке Метрополитен опере, Леонкавалови „Пајаци“ и Маскањијева „Кавалерија рустикана“.
- 1915 — У граду Авецано у централној Италији у земљотресу је погинуло 30.000 људи.
- 1916 — Први светски рат: Аустроугарске трупе ушле су без отпора у Цетиње. По наредби владе, на Цетињу су остали митрополит Митрофан Бан, председник Општине Вуко Вулетић и маршал Двора Славо Рамадановић. Истога дана Аустријанци су наложили да се из капелице на ловћенском врху, оштећене у бомбардовању, на Цетиње пренесу Његошеви посмртни остаци, а краљ Никола је наредио да се у пуној тајности ковчег с моштима Светог Петра Цетињског из Цетињског манастира пренесе у његов дворац у Никшићу.
- 1935 — На плебисциту у области Сар, којом је на основу мандата Лиге народа управљала Француска, надмоћна већина гласала за припајање Немачкој. Немачки нацистички вођа Адолф Хитлер искористио је исте године попустљивост савезника и самовољно одбацио сва ограничења, укључујући забрану наоружавања, наметнуту пораженој Немачкој у Првом светском рату мировним уговором из Версаја.
- 1942 — 
  - Други светски рат: Немачки пробни пилот први пут је употребио седиште за избацивање из млазног авиона, ловца Хеинкел Хе 280.
  - Други светски рат: Усташе из Подравске Слатине и других делова Славоније убиле су 13. и 14. јануара 200 српских мушкараца из села Кометник и суседног засеока Добрић, недалеко од Воћина. Овај покољ представља један од првих масовних злочина усташа над целокупним становништвом неког села у Славонији. На лицу места, у селу Кометник, убијено је око 28 становника, док су остали становници депортовани ван села. Мушкарци из Кометника и Добрића, њих 174 из првог и 32 из другог села, отерани су у импровизовани затвор у Воћину, док су жене са децом, спомиње се бројка од 190, одведене у Зденац, село између Подравске Слатине и Нашица, где су изоловане у привременом логору. У подруму воћинског затвора од недостатка ваздуха угушило око 25 заточеника, док су остали убијени из пушака 14. јануара 1942.
  - Други светски рат: Усвојена савезничка Лондонска декларација о кажњавању свих лица која су извршила злочине на окупираним територијама. На основу Лондонске декларације, 8. августа 1945. склопљен је Лондонски споразум о начину гоњења и кажњавања ратних злочинаца. Споразумом је основан међународни војни суд за суђење ратним злочинцима чија се злочиначка делатност простире на више земаља.
- 1945 — Други светски рат: Црвена армија је почела велику офанзиву на Трећи рајх, у којој је 180 дивизија брзо пробило немачке положаје у Пољској и источној Пруској у дубини од 150 километара.
- 1950 — Британска подморница ХМС Труцулент сударила се са танкером за уље у ушћу реке Темзе, услед чега је погинуло 64 особе.
- 1953 — Скупштина ФНРЈ је усвојила Уставни закон, а Јосип Броз Тито је изабран за председника Републике.
- 1963 —  Војни пуч: У војном удару је убијен први председник Тогоа, Силванус Олимпио, и војска је на власт довела Николаса Границког, који је од 1961. био у избеглиштву. Истог дана 1967. војним ударом власт је преузео потпуковник Етјен Гнасингбе Ејадема.
- 1972 — Војни пуч: Војска је у Гани збацила цивилну владу председника Едварда Акуфа Ада, а власт је преузео потпуковник Игнацијус Ачемпонг.
- 1985 — Приликом пада воза у провалију, око 250 km источно од главног града Етиопије Адис Абебе, погинуло је 428 путника, а 370 је повређено.
- 1986 — Вештачки сателити: На снимцима летилице Војаџер 2, откривена су још три Уранова сателита: Белинда, Дездемона и Розалинда.
- 1991 — 
  - Совјетски војници су напали присталице независности Литваније код ТВ торња у Вилњусу, усмртивши 14 особа.
  - На светском првенству у аустралијском граду Перту југословенски ватерполисти освојили су златну медаљу.
- 1992. – Јапан се извинио за сексуална злостављања корејских жена у Другом светском рату.
- 1993 — 
  - На основу одлуке немачког Уставног суда обустављен је судски поступак против бившег председника Демократске Републике Немачке Ериха Хонекера. Суд је закључио да процес против 80 годишњег Хонекера, тешко оболелог од рака представља повреду људског достојанства. Хонекер је након 169 дана проведених у истражном затвору емигрирао у Чиле где је умро у мају 1994.
  - Потписана је Конвенција о хемијском оружју, то је глобални споразум о контроли оружја чије је пуно име Конвенција о забрани развоја, производње, складиштења и употребе хемијског оружја, и његово уништавање. У Паризу је одржана конференција где су позване све државе да се придруже овој конвенцији. Конвенција би ступила на снагу онда када се одређени број држава пријави да је у својим парламентима потписао конвенцију о забрани хемијског оружја. Обично је то минимум 30 држава које морају да ратификује у својим парламентима. Конвенција ступа на снагу онда када се достигне минималан број држава потписница, а то је било 27. априла 1997. године.
- 1995 — Бивши државни секретар САД Џејмс Бејкер изјавио је у америчком Конгресу да су рат у бившој Југославији изазвале Словенија и Хрватска и да у сукобима који су уследили Срби ни издалека нису једини кривци.
- 2001 — У земљотресу у Салвадору погинула је 701 особа и 3.883 је рањено, а 160.598 стамбених објеката је уништено, озбиљно оштећено или затрпано земљом.
- 2003 — Авганистан је ратификовао римски споразум о оснивању Међународног кривичног суда, чиме је отворен пут за екстрадиције и суђења за ратне злочине и кршење људских права у тој земљи.
- 2008 — Председник САД Џорџ Буш изјавио је у Абу Дабију да Иран представља претњу за безбедност у свету и да САД и арапске земље морају да се уједине како би се супротставиле тој опасности "пре него буде прекасно".
- 2012 — Италијански крузер Коста Конкордија се насукао на гребен код обале острва Изола дел Ђиљо у Тиренском мору, и делимично потонула, при чему су погинуле 32 особе, а преко 60 је повређено. У тренутку несреће на луксузном крузеру налазило више од 3.200 путника и преко 1000 припадника особља брода.
- 2018 — Лажно упозорење за ванредне ситуације због предстојећег ракетног удара на Хаваје изазвало је огромну панику у држави.

## Рођења
- 1864 — Вилхелм Вин, немачки физичар, добитник Нобелове награде за физику (1911). (прем. 1928)[1]
- 1869 — Иво Ћипико, српски приповедач. (прем. 1923)[2]
- 1904 — Сава Јеремић, српски фрулаш. (прем. 1989)[3]
- 1925 — Гвен Вердон, америчка глумица, певачица и плесачица. (прем. 2000)[4]
- 1930 — Франсес Стернхејген, америчка глумица. (прем. 2023)
- 1931 — Љубомир Убавкић Пендула, српски глумац. (прем. 2017)[5]
- 1938 — Вилијам Б. Дејвис, канадски глумац.
- 1946 — Соња Јауковић, српска глумица.[6]
- 1950 — Драган Мицић, српски ендокринолог, академик и редовни члан Одељења медицинских наука Српске академије наука и уметности.[7]
- 1953 — Радоман Божовић, српски политичар, премијер Србије (1991—1993).[8]
- 1957 — Младен Нелевић, српско-црногорски глумац.[9]
- 1959 — Мерима Исаковић, југословенска глумица.[10]
- 1961 — Џулија Луј Драјфус, америчка глумица, комичарка и продуценткиња.[11]
- 1964 — Пенелопи Ен Милер, америчка глумица.
- 1965 — Андрија Гавриловић, српски кошаркашки тренер.[12]
- 1966 — Патрик Демпси, амерички глумац и аутомобилиста.[13]
- 1967 — Симо Крунић, босанскохерцеговачки фудбалер и фудбалски тренер.[14]
- 1968 — Трејси Бингам, америчка глумица и модел.[15]
- 1968 — Ђани Морбидели, италијански аутомобилиста, возач Формуле 1.[16]
- 1969 — Сузана Шуваковић Савић, српска оперска певачица. (прем. 2016)[17]
- 1970 — Ивана Михић, српска глумица, продуценткиња и списатељица.
- 1970 — Марко Пантани, италијански бициклиста. (прем. 2004)[18]
- 1976 — Марио Јепес, колумбијски фудбалер и фудбалски тренер.[19]
- 1976 — Еухенија Силва, шпански модел.
- 1977 — Орландо Блум, енглески глумац.[20]
- 1982 — Рут Вилсон, енглеска глумица.[21]
- 1982 — Гиљермо Корија, аргентински тенисер.[22]
- 1983 — Ендер Арслан, турски кошаркаш.[23]
- 1983 — Рони Туријаф, француски кошаркаш.[24]
- 1988 — Милош Биковић, српски глумац.[25]
- 1989 — Јована Пајић, српска певачица.[26]
- 1990 — Лијам Хемсворт, аустралијски глумац.[27]
- 1994 — Василије Мицић, српски кошаркаш.[28]
- 1995 — Наталија Дајер, америчка глумица.
- 1997 — Еган Бернал, колумбијски бициклиста.[29]
- 1998 — Изабела Соуза, бразилска глумица, модел и певачица.[30]

## Смрти
- 86. п. н. е. — Гај Марије, један од највећих државника и војсковођа Римске републике. (рођ. 157. п. н. е.)[31]
- 888 — Карло III Дебели, цар Светог римског царства и краљ Италије, Немачке и Француске. (рођ. 832)
- 1691 — Џорџ Фокс, оснивач Друштва пријатеља. (рођ. 1624)[32]
- 1888 — Ђорђе Малетић, књижевник, естетичар, преводилац, политичар, позоришни педагог и теоретичар. (рођ. 1816)[33]
- 1906 — Александар Попов, руски физичар и електроинжењер. (рођ. 1859)[34]
- 1941 — Џејмс Џојс, ирски писац. (рођ. 1882)[35]
- 1994 — Горан Ивандић, бубњар групе "Бијело дугме". (рођ. 1955)[36]
- 1998 — Миховил Логар, композитор. (рођ. 1902)[37]
- 2001 — Бранко В. Радичевић, југословенски књижевник. (рођ. 1925)
- 2002 — Грегорио Фуентес, капетан Хемингвејевог брода. (рођ. 1897)[38]
- 2003 — Танасије Младеновић, књижевник, (рођ. 1913)[39]
- 2002 — Антоније Исаковић, српски књижевник. (рођ. 1923)[40]
- 2007 — Александар Бакочевић, председник Скупштине Републике Србије и Скупштине града Београда. (рођ. 1930)[41]
- 2012 — Миљан Миљанић, српски и југословенски фудбалски тренер и функционер. (рођ. 1930)[42]
- 2016 — Захарије Трнавчевић, српски новинар.[43]
- 2017 — Мики Јевремовић, српски и југословенски певач забавне музике. (рођ. 1941)[44]
- 2019 — Фил Масинга, јужноафрички фудбалер. (рођ. 1969)[45]

## Празници и дани сећања
- Српска православна црква слави:
  - Преподобну Меланију Римљанку
  - Светог праведног Јосифа, цара Давида и Јакова брата Господњег
  - Преподобног мученика Зотика Сиропитатеља
  - Блаженог Теофилакта, архиепископа охридског